# Kalácska Gábor (műsorvezető)
Kalácska Gábor (Kazincbarcika, 1974. november 28. –) műsorvezető, szerkesztő, zenei szerkesztő, programigazgató, énekes.

## Életrajz
A kazincbarcikai Irinyi János Szakközépiskolában érettségizett, majd a Miskolci Egyetem Bölcsészettudományi Karán tanult tovább. A Kazincbarcikai Közélet munkatársaként is dolgozott.
1994 óta rádiózik, pályafutását - többek között - a miskolci Nonstop Rádióban kezdte. A Rádió Gagában volt műsorvezető, zenei szerkesztő, majd programigazgató. 
A Disco Express zenekar énekese, beceneve: Betty Monroe.
2006 szeptemberében került a Sláger Rádióhoz, ahol a műsorvezetőként és zenei szerkesztőként alkalmazták. A Neo FM-nél 2010 januárjától dolgozott, 2011 februárjától programigazgatóként. Később a Juventus Rádió programigazgatója.
2016-17 között a Rock FM alapító programigazgatója.
2019 februárjában új internetes rádiót indít Rocker Rádió néven. 